# Białe-Misztale
Białe-Misztale – wieś sołecka w Polsce położona w województwie mazowieckim, w powiecie ostrowskim, w gminie Boguty-Pianki.
W skład sołectwa Białe-Misztale wchodzi pięć wsi: Białe-Giezki, Białe-Misztale, Białe-Papieże, Białe-Zieje, Michałowo-Wróble.
Wierni kościoła rzymskokatolickiego należą do parafii św. Apostołów Piotra i Pawła w Czyżewie.

## Historia
W I Rzeczypospolitej Białe należały do ziemi nurskiej.
Pod koniec wieku XIX miejscowość drobnoszlachecka w powiecie ostrowskim, gmina Dmochy-Glinki, parafia Czyżew.
W latach 1921–1931 wieś leżała w województwie białostockim, w powiecie ostrołęckim, w gminie Boguty.
Według Powszechnego Spisu Ludności z 1921 roku wieś zamieszkiwało 71 osób w 12 budynkach mieszkalnych. Miejscowość należała do parafii rzymskokatolickiej w Czyżewie. Podlegała pod Sąd Grodzki w Czyżewie i Okręgowy w Łomży; właściwy urząd pocztowy mieścił się w Bogutach.
W wyniku napaści ZSRR na Polskę we wrześniu 1939 miejscowość znalazła się pod okupacją sowiecką. Od czerwca 1941 roku pod okupacją niemiecką. Od 22 lipca 1941 do 1945 włączona w skład Landkreis Lomscha, Bezirk Bialystok III Rzeszy.
W latach 1975–1998 miejscowość administracyjnie należała do województwa łomżyńskiego.

## Obiekty zabytkowe
- krzyż przydrożny, żeliwny, ażurowy z 1886 r.[12]